# Stopień Wodny Przewóz

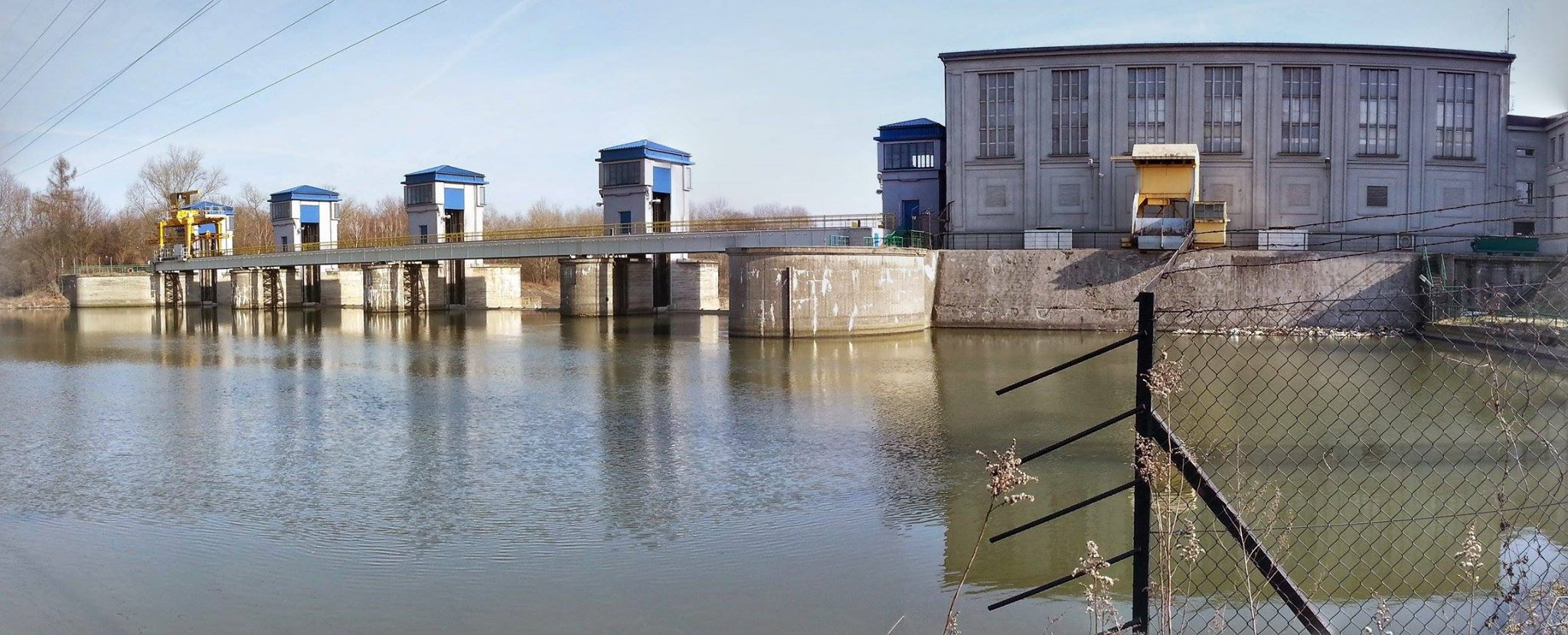
Stopień Wodny Przewóz – Elektrownia

Stopień wodny Przewóz – stopień wodny na Wiśle w Krakowie, usytuowany na granicy dzielnic Nowa Huta i Podgórze, zbudowany w latach 1949–1954.

## Historia
Jest to pierwszy zbudowany po II wojnie światowej stopień wodny na górnej Wiśle. Stanowi ostatni istniejący obiekt spiętrzający wchodzący w skład kaskady Górnej Wisły (poprzedza go stopień wodny Dąbie). Planowany w dalszym biegu rzeki stopień wodny w Niepołomicach nie został zbudowany. Przyczynia się to do niskich stanów wód w dolnej części stopnia, często uniemożliwiając śluzowanie jednostek pływających. Z tego samego powodu, konieczne są kosztowne remonty dolnego stanowiska jazu, gdzie uszkodzenia powoduje obniżające się dno.
Budowa stopnia wodnego związana była z powstaniem Huty im. Lenina, która wymagała dostępu do wody przemysłowej spiętrzonej przez stopień, a także przybliżenia portu rzecznego dla celów transportowych. W ten sposób, wraz z zaporą powstał port Kujawy typu basenowego, posiadający pionowe nabrzeże i bocznicę kolejową. Zbudowano przy nim także pompownię wody przeznaczoną dla celów kombinatu. Port nigdy jednak nie obsługiwał żeglugi, a obecnie jest silnie zamulony.

## Elementy hydrotechniczne
Stopień wodny składa się z jazu piętrzącego, elektrowni wodnej przepływowej, przepławki i oddzielnej śluzy wodnej.

### Jaz
Jaz posiada 4 przęsła o świetle 20 m, które zamykane są zasuwami płaskimi z klapą lodową. Każdy filar oraz przyczółek posiada budkę sterowniczą z mechanizmami zasuw.

### Elektrownia
Siłownia wodna przylega bezpośrednio do filaru przepławkowego, którym zakończony jest prawy brzeg jazu. Obecnie elektrownia Przewóz jest jedną z sześciu elektrowni wchodzących w skład Zespołu Elektrowni Wodnych Rożnów. Pozostałe to Elektrownia Rożnów, Elektrownia Czchów, Elektrownia Dąbie, Elektrownia Olcza, Elektrownia Kuźnice.
Parametry elektrowni:
- Moc osiągalna – 4 MW
- Liczba hydrogeneratorów – 2 (po 2 MW)
- Przepływ przez turbiny – 130 m³/s
- Średnia roczna produkcja energii – 18,5 mln kWh.

### Śluza
Integralną część stopnia wodnego stanowi śluza znajdująca się ok. 300 m na północny wschód od jazu, oddzielona od niego wyspą Pleszowską. Wyspa powstała wskutek budowy przekopu skracającego duże zakole starego koryta rzeki (obecnie znajdują się na niej ogródki działkowe, a wstęp mają tylko ich właściciele i pracownicy elektrowni). Śluza umożliwia obsługę jednostek pływających o nośności do 1000 ton, jednak ze względu na niskie stany wody dolnej, pozwala na śluzowanie małych jednostek o głębokości zanurzenia do 50 cm.
Parametry śluzy:
- Długość – 85 m
- Szerokość – 12 m
- Projektowany spad – 3,7 m
- Orientacyjny czas śluzowania – 20 minut.

## Wpływ na środowisko przyrodnicze
Budowa stopnia Przewóz spowodowała zatrzymanie transportu materiału wleczonego w Wiśle i erozję denną koryta poniżej stopnia. Dno Wisły poniżej stopnia Przewóz obniżyło się o ponad 2 metry, co doprowadziło do osuszenia doliny Wisły i części Puszczy Niepołomickiej. Ujścia dopływów Wisły poniżej stopnia Przewóz są zawieszone, nawet na wysokości 2,5 metra. Budowa zapory uniemożliwiła także migrację rybom. Istniejąca przepławka techniczna nie zapewnia możliwości migracji większości ryb, wymagana jest jej przebudowa.